# Lyctus brunneus
Lyctus brunneus là một loài bọ cánh cứng phân bố trên toàn cầu, chúng có mặt ở vùng nhiệt đới châu Phi, châu Đại Dương, miền Cổ bắc (bao gồm châu Âu), miền Tân bắc, vùng Neotropic, Bắc Mỹ và Đông Á. Nó không có mặt ở Cận Đông.

## Hình ảnh

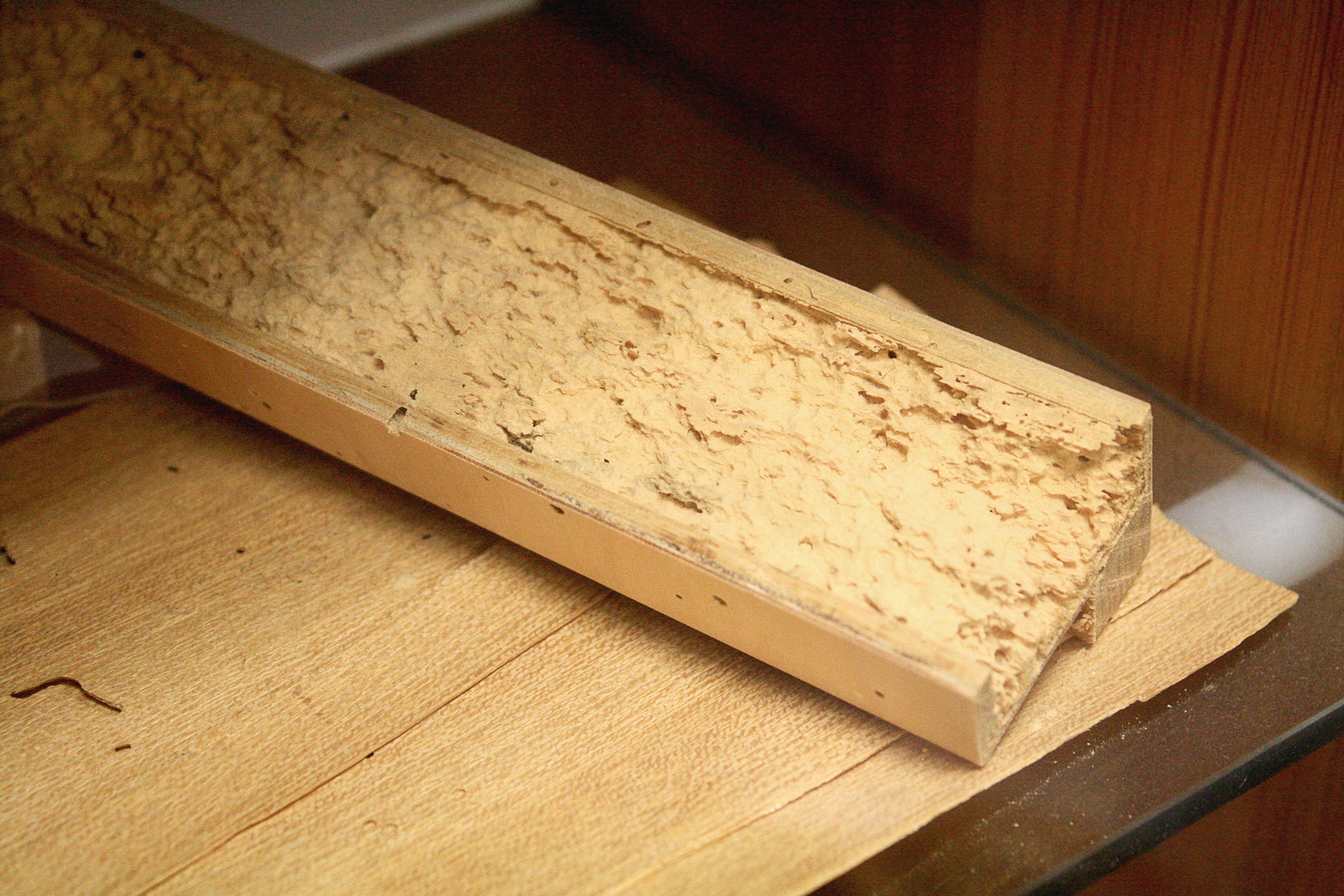
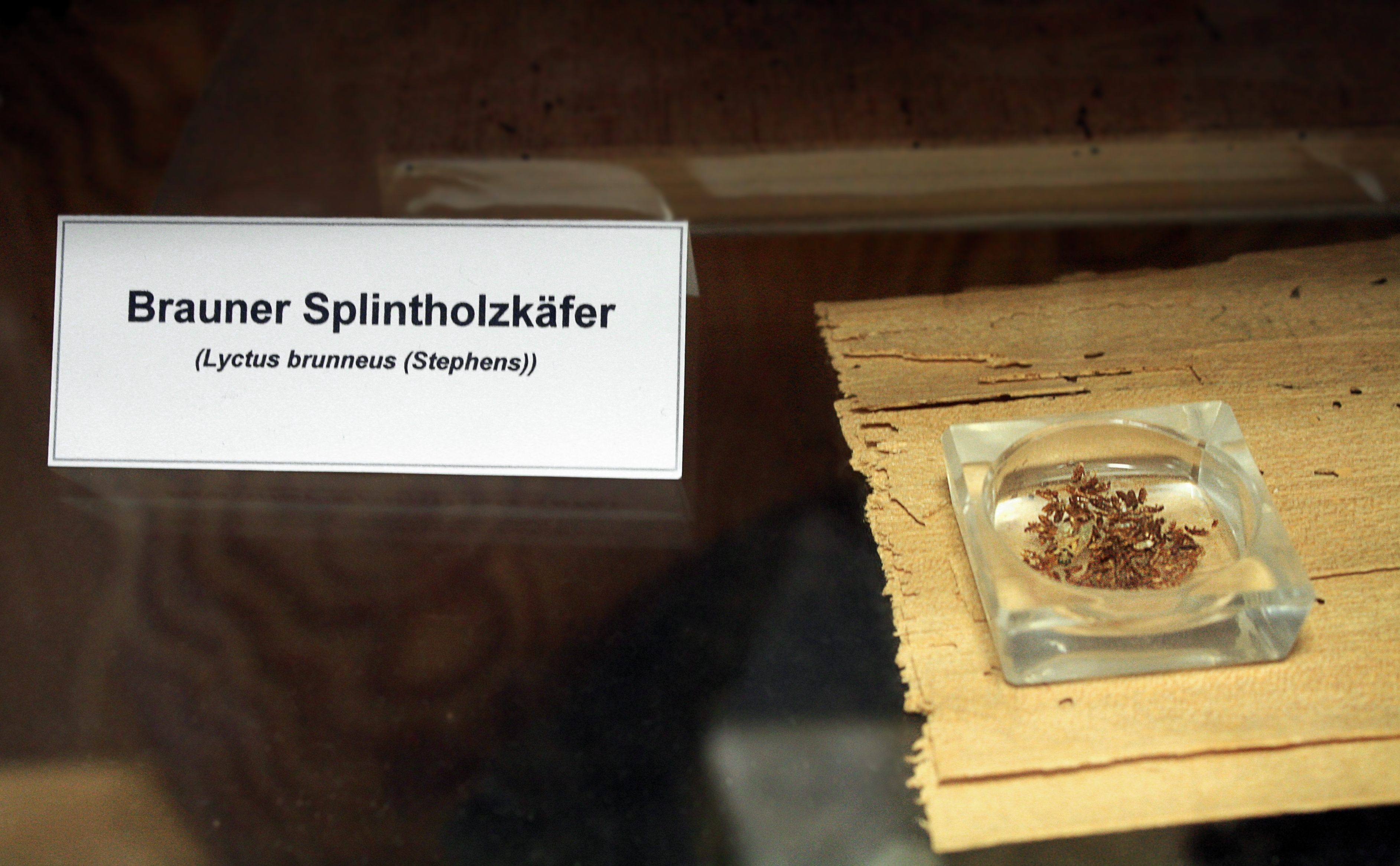
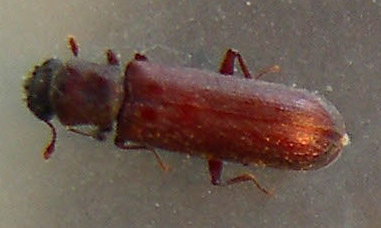